# 弥涅耳瓦

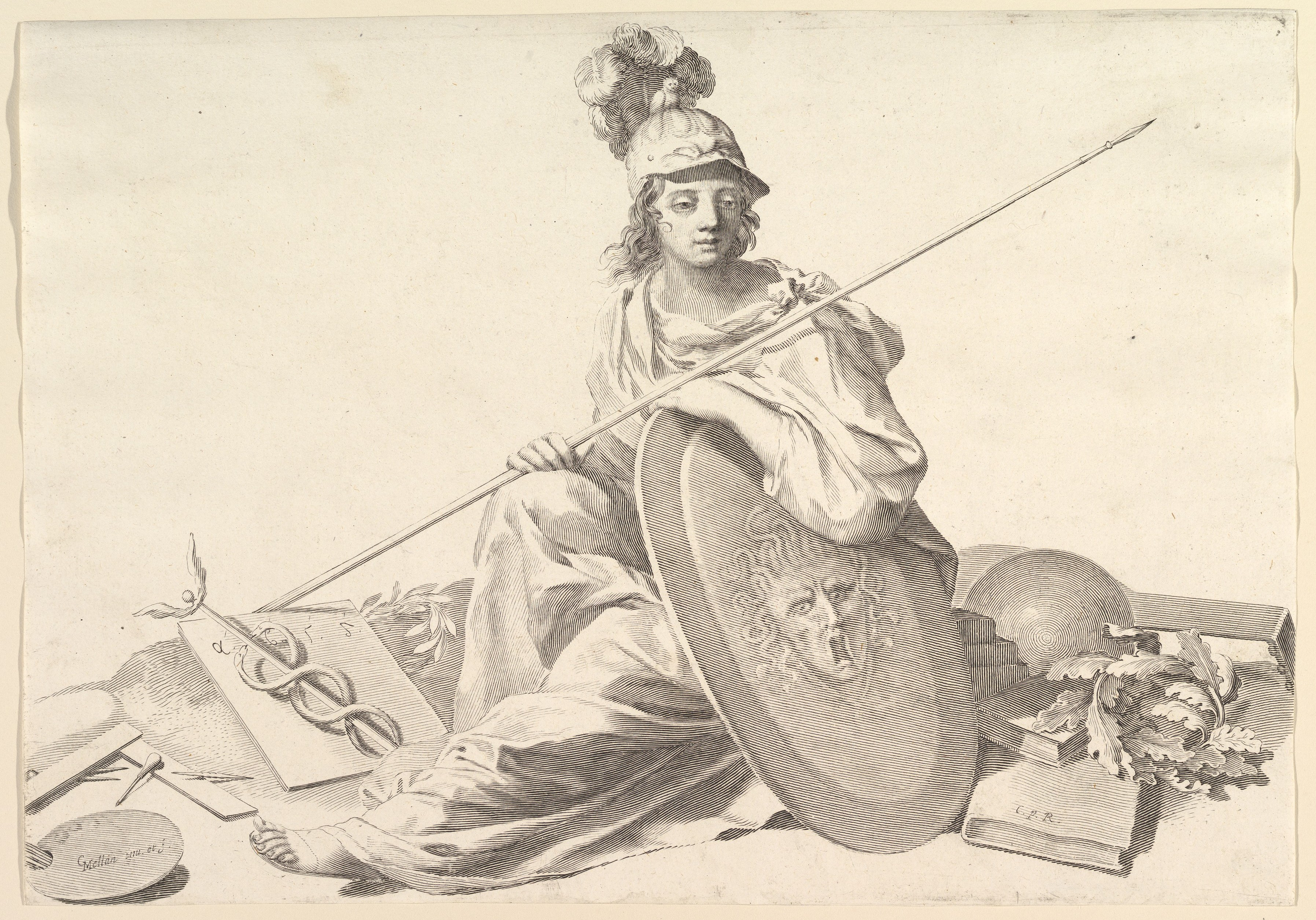
弥涅耳瓦

弥涅耳瓦（或“密涅瓦”），羅馬神話中的智慧女神、戰神和艺术家與手工艺人的保护神。公元前2世纪以后，罗马人将她视为希腊神祇雅典娜。不像玛尔斯是战争与暴力的拥趸，弥涅耳瓦只支持抵抗性的战斗。弥涅耳瓦、朱庇特和朱诺被称为卡比托利欧三巨神。
她是音乐、诗歌、医药、智慧、商业、编织与手工艺女神。她常常与一只猫头鹰结伴出现，于是它也被称为“弥涅耳瓦的猫头鹰”；猫头鹰蛇与橄榄树这些符号将她与智慧、知识联系起来。弥涅耳瓦一般被描画为个头高大、身体强壮的神祇，身着盔甲、手持长矛。作为罗马神话中地位最高的女神，弥涅耳瓦代表着莫高的尊贵与荣耀，受到人们的崇敬。罗马学者马库斯·特伦提乌斯·瓦罗认为弥涅耳瓦是思想与宇宙命运的化身。
美國加州州徽中的女神即是弥涅耳瓦。馬克斯-普朗克學會會徽亦使用女神之頭像。

## 词源学考据
弥涅耳瓦（Minerva）的名字来源于原始意大利语"meneswo"，意思是“智慧的”与“理解”；她的名字还可以追溯到更早的原始印欧语"menos"，意谓“思考”。学者Helmut Rix和Gerhard Meiser分别于1981年和1988年提出，原始印欧语的派生词"menes-ueh₂"可能是一个过渡词汇。

## 来历
弥涅耳瓦的诞生同雅典娜的故事相似。她是墨提斯与朱庇特的后代，甫一出生就全副武装。
朱庇特开始追求墨提斯，这让她通过不断化身来逃离他。但朱庇特最终让她屈服于自己的意志。朱庇特担心预言中自己的男性后代出生后成长得比他更为强壮，进而取代他的统治；于是他在诱使墨提斯变成一只苍蝇后，一口将她吞了下去。然而墨提斯在朱庇特的体内孕育了弥涅耳瓦，并为她制造了武器和盔甲。在这个故事的其它版本中，墨提斯一直存在于朱庇特的脑中，成为他智慧的来源。来自体内的不断敲击和嗡嗡作响令朱庇特不堪其苦，为此沃尔坎用一柄铁锤敲开他的头颅，结果身披战甲的弥涅耳瓦就从她父亲的头中一跃而出。

## 神话故事中的描述
弥涅耳瓦是罗马神话中的重要角色，在许多著名的神话故事中都有出场。她在希腊神话中的原型雅典娜的很多故事同样搬上了罗马神话故事的舞台，例如雅典城的命名来源于弥涅耳瓦和内普顿之间的竞赛，当时弥涅耳瓦创造了橄榄树。

### 弥涅耳瓦与阿剌克涅
阿剌克涅是一位吕底亚女仆，她擅长编织与刺绣，技艺高超且自命不凡。她手下的作品精美绝伦，甚至吸引会林中的精灵前来观赏。阿剌克涅自诩她的技艺要超过编织女神弥涅耳瓦，若非如此则愿意付出代价。女神被挑衅激怒，化身为婆婆来到这位女仆身前，警告她收回自己的狂妄，不要挑战神祇，而阿剌克涅予以拒绝。女神褪下伪装，现身同阿剌克涅比赛编织。阿剌克涅为众神揭短，她编织的挂毯上表现的是神祇们的风流韵事；弥涅耳瓦创作的则是她与海神尼普顿之间竞争城市守护神的往事。结果弥涅耳瓦为阿剌克涅的羞辱震怒，动手毁掉了她的作品并用手中的梭子攻击阿剌克涅的前额。阿剌克涅不堪受辱，上吊而死。弥涅耳瓦感到愧疚，将她救活；但她的身形被缩小，变成一只吊在网上的蜘蛛，惩罚她对神的不敬。

## 大眾文化
- 《紙箱戰機W》花咲蘭所使用的LBX「密涅瓦」和「密涅瓦·改」
- 奇幻小說混血營英雄中，安娜貝斯之母雅典娜以米娜瓦的形象出現交託新的尋找任務，要她追隨雅典娜的記號找到雅典娜·帕德嫩雕像。
- 动画机动战士GUNDAM SEED DESTINY中，Z.A.F.T.的一艘宇宙战舰就叫密涅瓦号。
- 动画机动战士GUNDAM,机动战士 Z GUNDAM,机动战士GUNDAM ZZ,以及机动战士GUNDAM UC中登场的角色弥涅尔瓦·拉欧·扎比。
- 电子游戏中，弥涅尔瓦以史前文明成员的形象出现并引导现代剧情主角戴斯蒙德·迈尔斯成功拯救人类文明。
- 動畫探險活寶中，主角阿寶的生母即名為米涅娃（Minerva Campbell）。
- 奇幻小說《哈利波特》中，霍格華茲的副校長名為麥米奈娃（Minerva McGonagall)。